# Stygionyx montana
Stygionyx montana là một loài bướm đêm trong họ Noctuidae.